# La soglia dell'inferno
La soglia dell'inferno (The Bold and the Brave) è un film del 1956 diretto da Lewis R. Foster.